# Kurobe-gawa
Le fleuve Kurobe (黒部川, Kurobe-gawa) est un cours d'eau du Japon situé dans la préfecture de Toyama au Japon.

## Géographie
Le fleuve Kurobe, long de 85 km, prend sa source sur le versant ouest du mont Washiba (2 924 m) dans le Sud-Est de Toyama, sur l'île de Honshū, au Japon,. S'écoulant dans la préfecture de Toyama, il traverse, du sud au nord, l'Est de la ville de Toyama, l'Est du bourg de Tateyama, où il forme le lac artificiel Kurobe — un réservoir maintenu par le barrage de Kurobe —, puis, du sud au nord-ouest, Kurobe. Avant d'atteindre son embouchure en baie de Toyama (mer du Japon), le cours d'eau forme, sur une dizaine de kilomètres, un plaine alluviale qui constitue la frontière entre Kurobe et le bourg de Nyūzen,.
Le bassin versant du fleuve Kurobe s'étend sur 682 km2 dans l'Est de la préfecture de Toyama.